# De Vlaamse Leeuw

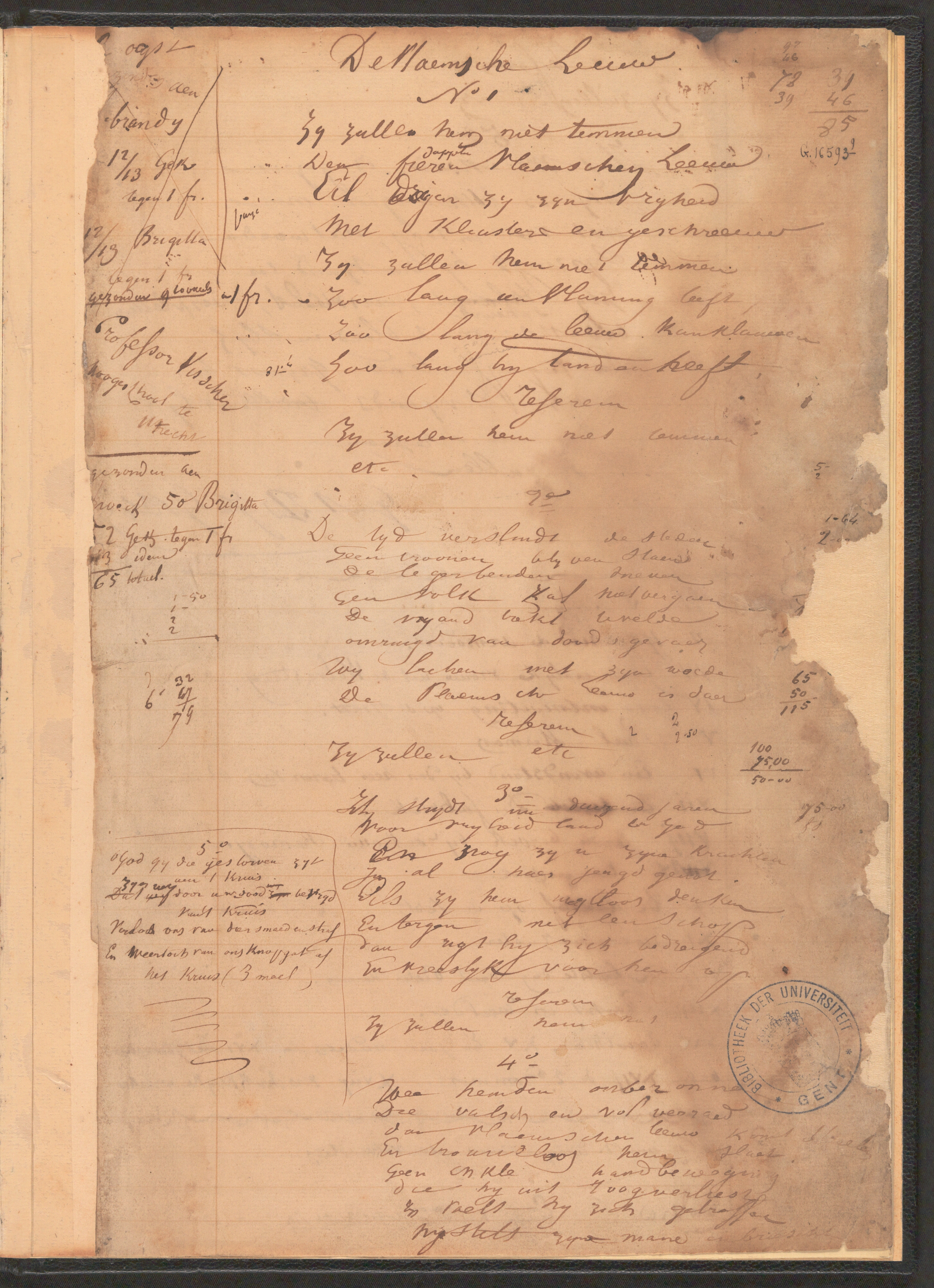
Origineel manuscript, bewaard in de Universiteitsbibliotheek Gent.

De Vlaamse Leeuw is het officiële volkslied van de Vlaamse Gemeenschap. 

## Ontstaansgeschiedenis
De tekst dateert van juli 1845 en de muziek is waarschijnlijk in datzelfde jaar geschreven. De tekst werd gedicht door de huisarts en toneelschrijver Hippoliet Van Peene (1811–1864) en getoonzet door de toen volslagen onbekende componist Karel Miry (1823–1889). Beiden maakten deel uit van het Gentse amateurtoneelgezelschap Broedermin en Taelyver. Er is geen concrete aanleiding bekend voor het gedicht van Van Peene.
Voor de tekst liet Van Peene zich duidelijk inspireren door het Rheinlied, een populair strijdlied van de Duitser Nikolaus Becker (1809–1845), dat in 1841 werd vertaald door Theodoor van Ryswyck. Onmiskenbaar is daarnaast is ook de invloed van Jan van Boendales Leeuwenzang uit de Brabantsche Yeesten, de Middelnederlandse literaire kroniek over het hertogdom Brabant. Voor wat betreft de melodie liet Karel Miry zich beïnvloeden door Sonntags am Rhein van de Duitse romantische componist Robert Schumann (1810–1856). 
Vooral de vrees voor een annexatie door Frankrijk schiep een klimaat waarin de bevolking nood had aan een uitgesproken identiteit en dus ook aan een volkslied. Het lied was ook niet noodzakelijkerwijs anti-Belgisch bedoeld, de vijand waartegen Vlaanderen zich verzette, was Frankrijk. Rond 1900 had de Vlaamse Beweging zich het lied al toegeëigend en werd het ook als volkslied van de Vlamingen aanvaard.
De tekst raakte in de loop der jaren verspreid in nogal wat variaties, maar de oorspronkelijke versie van Van Peene bleef bewaard. Het handgeschreven origineel, dat wordt bewaard door de Universiteitsbibliotheek Gent, is erkend als topstuk door de Vlaamse Gemeenschap. Dit niet alleen vanwege de waarde voor Vlaanderen: autografen van nationale hymnen zijn elders vrijwel onbestaande, wat dit handschrift extra bijzonder maakt.

## Juridische verankering
Bij het decreet van 6 juli 1973 van de voormalige Raad voor de Nederlandse Cultuurgemeenschap werden de eerste twee strofen van De Vlaamse Leeuw uitgeroepen tot het volkslied van Vlaanderen. Op initiatief van de toenmalige gemeenschapsminister van cultuur Karel Poma werden de tekst en de notatie van de muziek officieel vastgesteld bij het ministerieel besluit van 11 juli 1985 (BS 11 juli 1985), nu als volkslied van de Vlaamse Gemeenschap. Daarvoor werd, na advies van het Algemeen Nederlands Zangverbond (ANZ), de tekst omgezet in modern Nederlands, al bleven enkele archaïsche woorden als 'sneven' en 'kluisters' behouden. Op 7 november 1990 verscheen een nieuw decreet waarin het volkslied (art. 5), het wapen van Vlaanderen, de vlag van Vlaanderen en de Feestdag (11 juli) opnieuw werden vastgelegd.

## Tekst
De eerste twee strofen worden bij officiële gelegenheden gezongen.
1
Zij zullen hem niet temmen, de fiere Vlaamse Leeuw,
Al dreigen zij zijn vrijheid met kluisters en geschreeuw.
Zij zullen hem niet temmen, zolang een Vlaming leeft,
Zolang de Leeuw kan klauwen, zolang hij tanden heeft.
Zij zullen hem niet temmen, zolang een Vlaming leeft,
Zolang de Leeuw kan klauwen, zolang hij tanden heeft.
Zolang de Leeuw kan klauwen, zolang hij tanden heeft.
2
De tijd verslindt de steden, geen tronen blijven staan
De legerbenden sneven, een volk zal nooit vergaan.
De vijand trekt te velde, omringd van doodsgevaar.
Wij lachen met zijn woede, de Vlaamse Leeuw is daar
Zij zullen hem niet temmen,...
3
Hij strijdt nu duizend jaren voor vrijheid, land en God;
En nog zijn zijne krachten in al haar jeugdgenot.
Als zij hem machteloos denken en tergen met een schop,
Dan richt hij zich bedreigend en vrees'lijk voor hen op.
Zij zullen hem niet temmen,...
4
Wee hem, de onbezonnen', die vals en vol verraad,
De Vlaamse Leeuw komt strelen en trouweloos hem slaat.
Geen enkele handbeweging die hij uit 't oog verliest:
En voelt hij zich getroffen, hij stelt zijn maan en briest.
Zij zullen hem niet temmen, ...
5
Het wraaksein is gegeven, hij is hun tergen moe;
Met vuur in 't oog, met woede springt hij den vijand toe.
Hij scheurt, vernielt, verplettert, bedekt met bloed en slijk
En zegepralend grijnst hij op 's vijands trillend lijk.
Zij zullen hem niet temmen, ...

## Muzikale stijl
Het Koninklijk Conservatorium Gent bewaart een autograaf van Miry, die lange tijd onterecht als de oorspronkelijke versie beschouwd is. Hij dateert echter van 1870, en is een zeer late bewerking voor driestemmig koor, waarin ook het karakteristieke gepunteerd ritme ontbreekt. De pianobegeleiding was in de compositie van Miry het zwakke element, en hier heeft Jef Van Hoof (1886–1959) in 1912 
ingegrepen. De Vlaamse Leeuw heeft het mars-karakter van de Marseillaise (Dur-Mollcombinatie) of de Brabançonne.